# Гефест

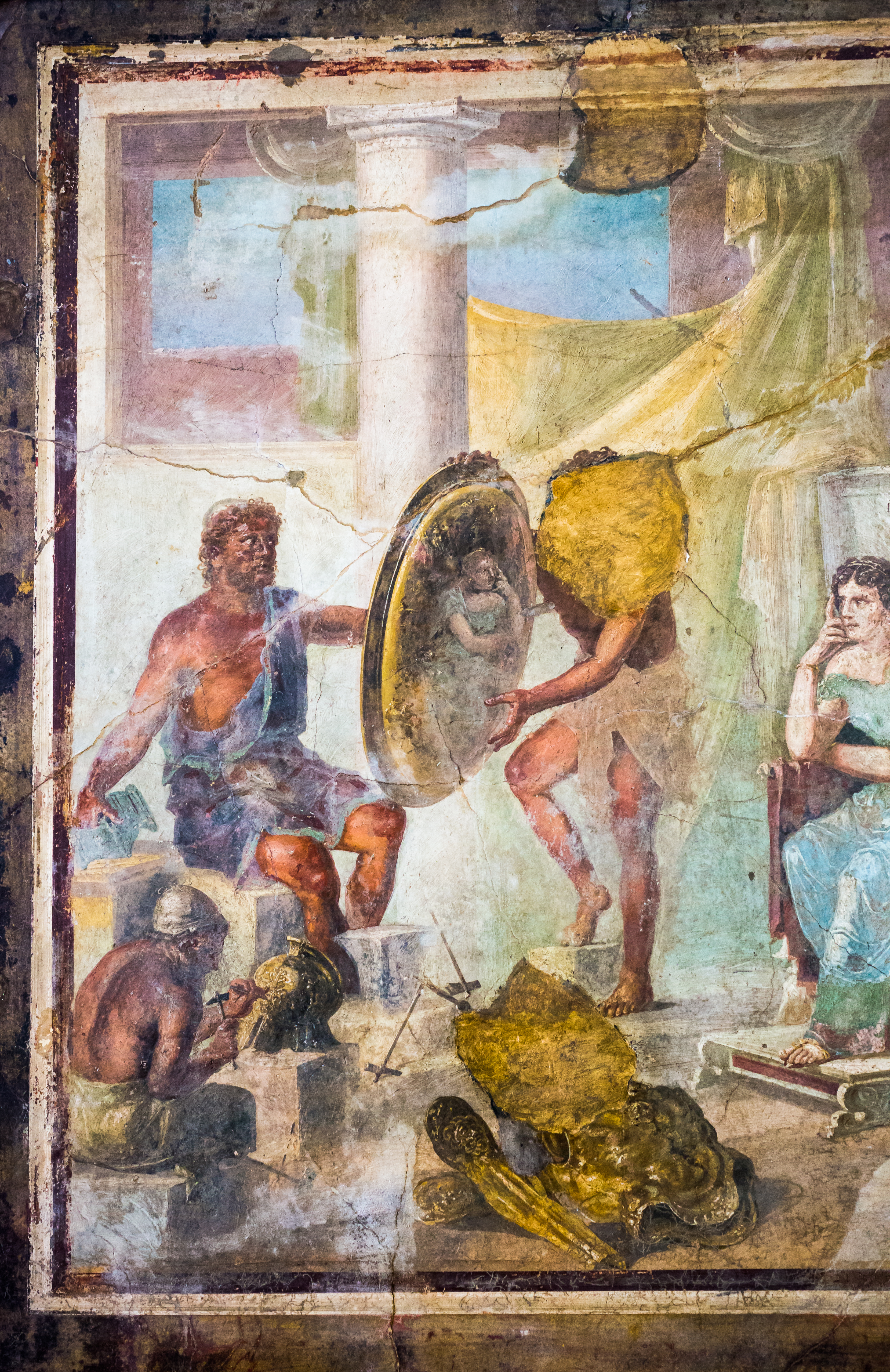
Гефест и два помощника работают над вооружением для Ахилла. В щите, поднятом Гефестом и одним из помощников, отражение Фетиды, сидящей и наблюдающей за сценой. Фреска из Помпеи.

Гефе́ст (др.-греч. Ἥφαιστος) — в греческой мифологии бог огня, самый искусный кузнец, покровитель кузнечного ремесла, изобретений, строитель всех зданий на Олимпе, изготовитель молний Зевса. В микенских текстах упоминается лишь предположительно: a-pa-i-ti-jo (Гефест?). Его атрибуты - это кузнечный прибор (клещи и молот), рабочая шапка и короткое верхнее платье ремесленников (эксомида).

## Мифы о Гефесте

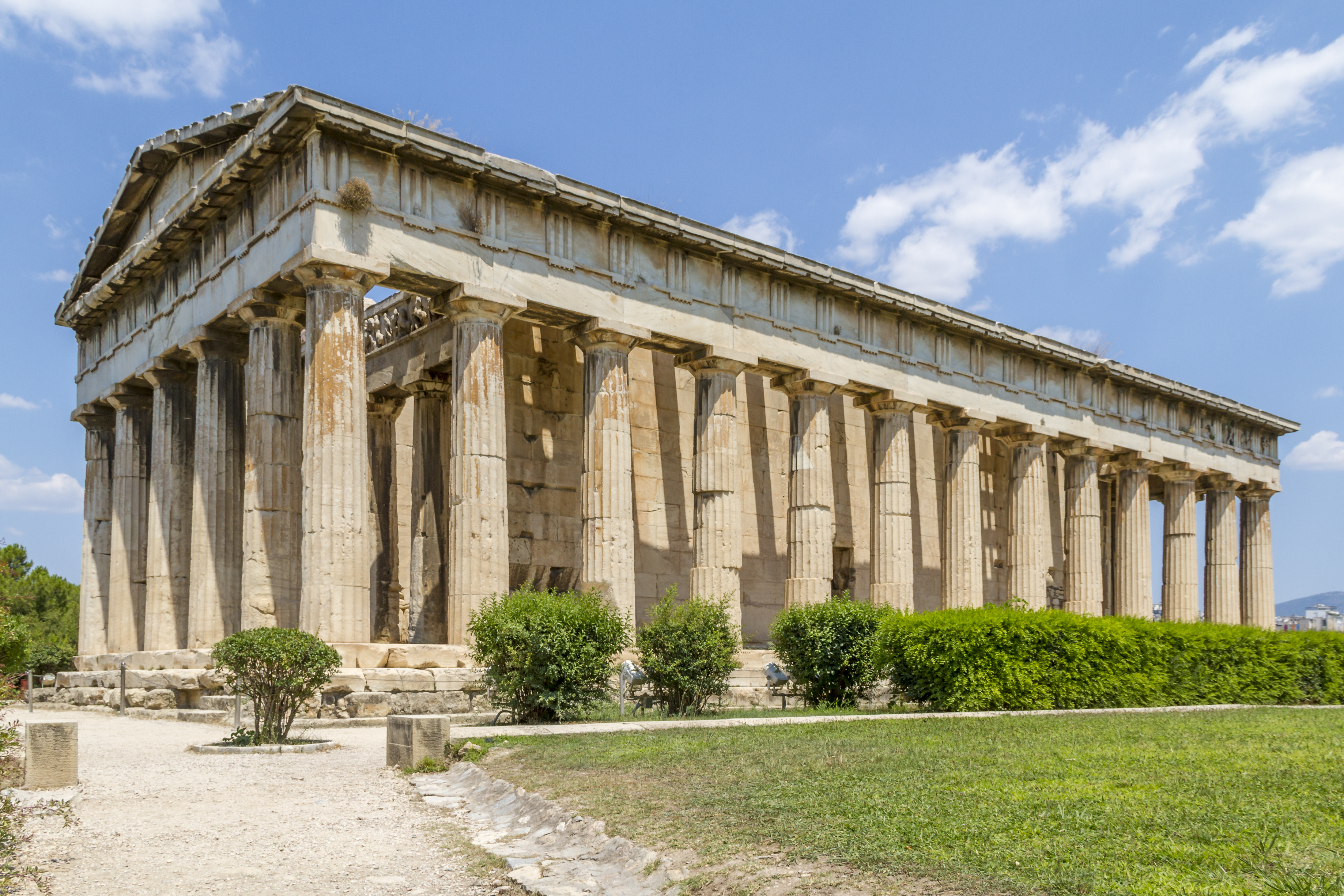
Храм Гефеста в Афинах

Согласно Гомеру, сын Зевса и Геры. Брат Аполлона, Артемиды, Ареса, Афины, Гебы и Илифии.
По другим мифам, Гера зачала и родила Гефеста сама, без мужского участия, из своего бедра, в отместку Зевсу за рождение Афины. Также отцом Гефеста иногда считали Гелиоса или, по критскому мифу, Талоса.
Когда Гефест появился на свет, он оказался больным и хилым ребёнком, к тому же хромым на обе ноги. Гера, увидев своего сына, отказалась от него и скинула с высокого Олимпа. Но море не поглотило юного бога, а приняло его в своё лоно. Приёмной матерью Гефеста стала морская богиня Фетида. До своего совершеннолетия Гефест жил на дне моря и занимался своим любимым делом: ковал. Прекрасные изделия выходили из кузни Гефеста, не было им равных ни по красоте, ни по прочности. Словно живые летали изображённые птицы, реально жили люди, и даже ветер обретал жизнь в прекрасных творениях Гефеста.
Узнав о том, что он сын Зевса и Геры, и о преступлении матери, Гефест решил отомстить. Он создал кресло (золотой трон), равного которому не было в мире, и послал на Олимп в качестве подарка для Геры. Гера пришла в восторг, никогда она не видела такой великолепной работы, но стоило ей сесть в кресло, её обвили невидимые ранее оковы, и она оказалась прикована к креслу. Никто из пантеона богов не смог разомкнуть путы кресла, поэтому Зевс был вынужден отправить Гермеса, посланца богов, чтобы приказать Гефесту освободить Геру. Но Гефест отказал. Тогда боги послали Диониса, бога виноделия, к Гефесту. Дионису удалось напоить Гефеста и доставить его на Олимп. Будучи в опьянённом состоянии, Гефест освободил свою мать.
Другая комбинация мотивов присутствует в I песне «Илиады»: Гефест помог связанной Гере, за это сброшен Зевсом с неба и упал на Лемнос, покалечив ноги, отчего стал хромым.
Гера признала своего сына и отдала ему в жёны прекрасную Афродиту. Гефест же был принят в сонм богов и продолжал работать в качестве кузнеца. Все здания на Олимпе были построены Гефестом, а также отец Гефеста, Зевс поручал изготавливать свои, не знающие промаха, молнии своему сыну.
Когда Гефест освободил Геру, Зевс клятвенно разрешил ему просить всё, и он попросил Афину в жёны (либо это было наградой за изготовление оружия богов), он преследовал Афину, Афина стала защищаться, и из семени Гефеста, которое тот пролил на землю, родился Эрихтоний.
Гефест устал во время Флегрейской битвы с гигантами, и ему дал место в колеснице Гелиос. Он связан с мифом об Орионе. Служил некоему смертному мужу.
Изображался могучим и широкоплечим, но некрасивым и хромым на обе ноги. По Гомеру, Гефест был супругом Афродиты, а по Гесиоду — супругом хариты Аглаи.

### Эгида

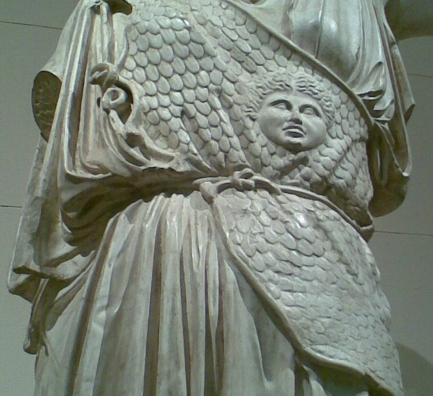
Эгида с головой Медузы на статуе «Афина Лемния»

Эги́да или эги́д (др.-греч. αἰγίς, «буря, вихрь») — щит Зевса, по некоторым преданиям, сделанный Гефестом из шкуры мифической козы Амалтеи; считалось, что этим щитом Зевс вздымает грозные бури.

## Эпитеты и отождествления Гефеста
- Амфигей — «обоюдо-хромой» или «обоюдо-суставный». Эпитет Гефеста[18].
- Киллоподион — «криво-ногий». Эпитет Гефеста[19].
- В римской мифологии греческому Гефесту соответствует Вулкан.

Когда боги бежали в Египет, Гефест превратился в быка.
Согласно греческим филологам, чьё мнение приводится в речи Котты, было четыре Гефеста:
1. Рождён Ураном, от него Афина родила Аполлона — покровителя Афин (по Иоанну Лиду, сын Урана и Гемеры[22]).
2. Рождён Нилом, египтяне называют его Фта.
3. Сын Зевса третьего и Геры, руководил ремесленными мастерскими на Лемносе.
4. Сын Мемалия, жил на Вулкановых островах у Сицилии.

## Родственные связи Гефеста
Возлюбленные:
- Аглая (харита). Жена.
- Афродита. Жена.

Дети:
- Алкон и Евримедонт (либо 3 кабира). От Кабиро.
- Египетские кабиры.
- Аполлон. От Афины (версия)
- Ардал.
- Евклея, Евтения, Евфема и Филофросина. От Аглаи.
- Какий и Какия.
- Кекул.
- Керкион из Элевсина. (версия)
- Олен.
- Палемоний.
- Палики. (версия)
- Перифет. От Антиклеи.
- Пилий.
- Спинтер.
- Талия (нимфа с Сицилии).
- Филотт.
- Эрихтоний. От семени Гефеста, пролившегося на землю, то есть сын Геи.

## Окружение Гефеста
- Алкон. Сын Гефеста и Кабиро, участник индийского похода Диониса[23].
- Евримедонт. Сын Гефеста и Кабиро, участник индийского похода[23]. Ранен Морреем[24]. Состязался в кулачном бою в играх по Офельту[25], в метании диска[26].
- Кадмил. Согласно Акусилаю из Аргоса, сын Кабиро и Гефеста, отец трёх кабиров, от которых произошли нимфы-кабириды[27]. В другом чтении Камилл[28]. Либо Касмил, самофракийское божество, отождествляемое с Гермесом[29].
- Кедалион.
- Пелей. По версии, возлюбленный.

Убитые им:
- Мимант (гигант).

## Почитание
По сообщению Платона, в последний день Апатурий устраивались гимнические состязания в честь Гефеста — лампадодромии.
На 28 пианопсиона в каждом четвёртом году приходились, сопровождавшиеся факельным шествием, Гефестии — празднества в честь Гефеста.

## В литературе и искусстве
Ему посвящены XX гимн Гомера и LXVI орфический гимн. Действующее лицо трагедии Эсхила «Прикованный Прометей», сатировской драмы Ахея Эретрийского «Гефест», пьесы неизвестного автора «Гефест». комедии Эпихарма «Пирующие, или Гефест».

## В честь Гефеста названы
- Малая планета (2212) Гефест, открытая в 1978 году советским астрономом Людмилой Черных[32].
- Белок гефестин, участвующий в метаболизме железа и меди.
- СВП-24 (прицельно-навигационный комплекс)
- Белорусская марка электро и газовых плит «Gefest»